# Schawschet-Gebirge
Das Schawschet-Gebirge (georgisch შავშეთის ქედი) ist ein Gebirgszug im Süden der autonomen Republik Adscharien im Südwesten von Georgien und im Norden der türkischen Provinz Artvin.
Das Schawschet-Gebirge erstreckt sich über eine Länge von 65 km in West-Ost-Richtung. Es bildet die Wasserscheide zwischen dem Adschariszqali im Norden und dem Matschachliszqali im Süden. Im Westen reicht es bis zum Tschorochi. Der westliche Teil liegt in Adscharien, während der östliche Abschnitt die Grenze zwischen Adscharien und der Türkei bildet. Im Osten grenzt es an das Arsiani-Gebirge (Yalnızçam Dağları). Vom östlichen Kamm zweigt das Karçal-Gebirge nach Süden ab. Südöstlich des Gebirgszugs liegt der Landkreis Şavşat (georgisch Schawscheti) mit dem gleichnamigen Hauptort Şavşat.
Höchster Gipfel des Schawschet-Gebirges ist die 2812 m hohe Chewa.
Das Gebirge besteht hauptsächlich aus plateauartigen Flächen. Das Gestein besteht aus vulkanischem Flysch und Sandstein.
Die Berghänge sind von sommergrünem Laubwald sowie Fichtenwäldern bedeckt. Auf den Berggraten wächst subalpine Vegetation.

## Berge (Auswahl)
Im Folgenden sind eine Reihe von Gipfeln entlang dem Hauptkamm des Schawschet-Gebirges sortiert in West-Ost-Richtung aufgelistet:
- Chewa (2812 m) (⊙), Türkei/Georgien